# De kleine vandaal
De kleine vandaal is het 155stestripverhaal van Jommeke. De reeks wordt getekend door striptekenaar Jef Nys.

## Verhaal
Jommeke komt Anatool tegen die tegenwoordig als knecht werkt bij graaf Guldenberg. Jommeke vertrouwt dat niet en gaat met die graaf spreken. Ze bedenken een list om te testen of Anatool eerlijk is. Jommeke verstopt zich in een kist in de kelder waar Anatool niet mag komen. De graaf doet of hij drie dagen op reis gaat maar komt via een geheime gang terug. Anatool spurt natuurlijk direct naar de kelder waar Jommeke hem weer ontmaskert. De graaf ontslaat Anatool die op een plan broedt om wraak te nemen. Hij komt langs het huis van professor Gobelijn en gaat daar kijken. Hij ziet hoe Gobelijn net de laatste hand legt aan een robotversie van Jommeke. Een verschil is niet te zien. Anatool sluit Gobelijn op en steelt de robot. Hij zal die gaan gebruiken om in het dorp vandalendaden uit te halen en Jommeke de schuld te geven. Zo zal die in een verbeteringsgesticht gestoken worden en is hij hem kwijt. Het eerste dat hij de robot laat doen als vandaal is de nieuwe auto van Jommekes vader in elkaar slaan. Dan volgen het stukgooien van een ruit bij Filiberke, de paardenstaarten van de Miekes afknippen, een dak vernielen door een boom om te zagen, de inboedel van Jommekes huis vernielen en de burgemeester bedreigen met traangasgranaten. Ten slotte worden overal affiches opgehangen die een beloning beloven aan diegene die Jommeke vangt. Kwak en Boemel nemen Jommeke gevangen en willen de beloning opstrijken, maar dan wordt Jommeke bevrijd door Anatool. Die sluit Jommeke op in zijn hut terwijl hij de robot een bank laat overvallen. Dan wil hij naast die buit ook nog de beloning voor Jommeke innen. Jommeke ontsnapt echter uit de hut en gaat naar Gobelijn om te schuilen. Die vindt hij opgesloten in de kelder terug. Gobelijn neemt met een krachtige zender de controle over de robot over en samen ontmaskeren ze Anatool die in de gevangenis vliegt. Dan wordt de onschuldige Jommeke thuis in de watten gelegd en later winnen zijn ouders de lotto. Met dat geld kunnen ze alle aangerichte schade betalen.